# Gran Premio d'Italia 1992
Il Gran Premio d'Italia 1992 si è svolto domenica 13 settembre 1992 sul circuito di Monza. La gara è stata vinta da Ayrton Senna su McLaren seguito da Martin Brundle su Benetton e da Michael Schumacher su Benetton.

## Prima della gara
- In seguito all'arresto del proprietario Andrea Sassetti, avvenuto nel paddock del Gran Premio del Belgio, il team Andrea Moda viene escluso dal mondiale per aver "rovinato la reputazione della Formula 1".
- Mansell annuncia il suo ritiro dalla Formula 1 a fine stagione, dopo contrasti con la Williams per il rinnovo del contratto nella stagione successiva.

## Qualifiche
Mansell conquista l'undicesima pole position stagionale, precedendo Senna e Alesi, alla guida di una Ferrari più competitiva del solito. Quarto è Patrese, seguito da Berger, Schumacher, Capelli, Boutsen, Brundle e Gachot.

### Classifica
| Pos                     | No | Pilota               | Costruttore                     | Tempo    | Distacco |
| ----------------------- | -- | -------------------- | ------------------------------- | -------- | -------- |
| 1                       | 5  | Nigel Mansell        | Williams - Renault              | 1:22.221 |          |
| 2                       | 1  | Ayrton Senna         | McLaren - Honda                 | 1:22.822 | +0.601   |
| 3                       | 27 | Jean Alesi           | Ferrari                         | 1:22.976 | +0.755   |
| 4                       | 6  | Riccardo Patrese     | Williams - Renault              | 1:23.022 | +0.801   |
| 5                       | 2  | Gerhard Berger       | McLaren - Honda                 | 1:23.112 | +0.891   |
| 6                       | 19 | Michael Schumacher   | Benetton - Ford                 | 1:23.629 | +1.408   |
| 7                       | 28 | Ivan Capelli         | Ferrari                         | 1:24.321 | +2.100   |
| 8                       | 25 | Thierry Boutsen      | Ligier - Renault                | 1:24.413 | +2.192   |
| 9                       | 20 | Martin Brundle       | Benetton - Ford                 | 1:24.551 | +2.330   |
| 10                      | 29 | Bertrand Gachot      | Venturi Larrousse - Lamborghini | 1:24.654 | +2.433   |
| 11                      | 11 | Mika Häkkinen        | Lotus - Ford                    | 1:24.807 | +2.586   |
| 12                      | 24 | Gianni Morbidelli    | Minardi - Lamborghini           | 1:24.912 | +2.691   |
| 13                      | 12 | Johnny Herbert       | Lotus - Ford                    | 1:25.140 | +2.919   |
| 14                      | 21 | Jyrki Järvilehto     | Scuderia Italia - Ferrari       | 1:25.145 | +2.924   |
| 15                      | 26 | Érik Comas           | Ligier - Renault                | 1:25.178 | +2.957   |
| 16                      | 9  | Michele Alboreto     | Footwork - Mugen-Honda          | 1:25.234 | +3.013   |
| 17                      | 16 | Karl Wendlinger      | March - Ilmor                   | 1:25.343 | +3.122   |
| 18                      | 3  | Olivier Grouillard   | Tyrrell - Ilmor                 | 1:25.354 | +3.133   |
| 19                      | 10 | Aguri Suzuki         | Footwork - Mugen-Honda          | 1:25.374 | +3.153   |
| 20                      | 15 | Gabriele Tarquini    | Fondmetal - Ford                | 1:25.420 | +3.199   |
| 21                      | 4  | Andrea De Cesaris    | Tyrrell - Ilmor                 | 1:25.425 | +3.204   |
| 22                      | 22 | Pierluigi Martini    | Scuderia Italia - Ferrari       | 1:25.528 | +3.307   |
| 23                      | 30 | Ukyo Katayama        | Venturi Larrousse - Lamborghini | 1:26.174 | +3.953   |
| 24                      | 17 | Emanuele Naspetti    | March - Ilmor                   | 1:26.279 | +4.058   |
| 25                      | 14 | Eric van de Poele    | Fondmetal - Ford                | 1:26.407 | +4.186   |
| 26                      | 33 | Maurício Gugelmin    | Jordan - Yamaha                 | 1:26.463 | +4.242   |
| Vetture non qualificate |    |                      |                                 |          |          |
| NQ                      | 23 | Christian Fittipaldi | Minardi - Lamborghini           | 1:26.510 | +4.289   |
| NQ                      | 32 | Stefano Modena       | Jordan - Yamaha                 | 1:27.331 | +5.110   |

## Gara

Il podio finale, con Senna vincitore davanti a Brundle e Schumacher.

Prima della partenza, la McLaren di Berger ha un problema elettrico in griglia: prenderà il via dalla corsia dei box con la vettura di riserva. 
Al via Mansell mantiene la testa della corsa, guadagnando immediatamente un enorme vantaggio sugli inseguitori; l'inglese rallenta poi improvvisamente, facendo passare il compagno di squadra Patrese. Schumacher urta alla prima variante la Ligier di Boutsen, danneggiando l'alettone anteriore; alla fine del primo giro dovrà rientrare ai box per la sostituzione per poi iniziare una rimonta. Mansell tallona Patrese fino al 36º giro, quando si deve ritirare per un problema idraulico. Patrese sembra avere la vittoria in pugno, nonostante Senna stia rimontando su di lui, fino a quando a quattro tornate dal termine è costretto a rallentare per via di un problema idraulico simile a quello capitato al compagno di squadra. Senna conquista così la vittoria davanti a Brundle, Schumacher, Berger, Patrese e De Cesaris. Per la prima volta dall'edizione 1974 entrambe le Ferrari si ritirano nel Gran Premio d'Italia, mentre la Benetton piazza entrambe le monoposto sul podio per la prima volta dalla doppietta ottenuta nel Gran Premio del Giappone 1990 da Nelson Piquet e Roberto Moreno.

### Classifica
| Pos      | N. | Pilota               | Costruttore/Motore              | Giri | Tempo/Ritiro        | Griglia | Punti |
| -------- | -- | -------------------- | ------------------------------- | ---- | ------------------- | ------- | ----- |
| 1        | 1  | Ayrton Senna         | McLaren - Honda                 | 53   | 1:18'15.349         | 2       | 10    |
| 2        | 20 | Martin Brundle       | Benetton - Ford                 | 53   | +17.050             | 9       | 6     |
| 3        | 19 | Michael Schumacher   | Benetton - Ford                 | 53   | +24.373             | 6       | 4     |
| 4        | 2  | Gerhard Berger       | McLaren - Honda                 | 53   | +1'25.490           | 5       | 3     |
| 5        | 6  | Riccardo Patrese     | Williams - Renault              | 53   | +1'33.158           | 4       | 2     |
| 6        | 4  | Andrea De Cesaris    | Tyrrell - Ilmor                 | 52   | +1 giro             | 21      | 1     |
| 7        | 9  | Michele Alboreto     | Footwork - Mugen-Honda          | 52   | +1 giro             | 16      |       |
| 8        | 22 | Pierluigi Martini    | Scuderia Italia - Ferrari       | 52   | +1 giro             | 22      |       |
| 9        | 30 | Ukyo Katayama        | Venturi Larrousse - Lamborghini | 50   | Trasmissione        | 23      |       |
| 10       | 16 | Karl Wendlinger      | March - Ilmor                   | 50   | +3 giri             | 17      |       |
| Ritirato | 21 | Jyrki Järvilehto     | Scuderia Italia - Ferrari       | 47   | Motore              | 14      |       |
| Ritirato | 33 | Maurício Gugelmin    | Jordan - Yamaha                 | 46   | Trasmissione        | 26      |       |
| Ritirato | 5  | Nigel Mansell        | Williams - Renault              | 41   | Impianto elettrico  | 1       |       |
| Ritirato | 25 | Thierry Boutsen      | Ligier - Renault                | 41   | Acceleratore        | 8       |       |
| Ritirato | 26 | Érik Comas           | Ligier - Renault                | 35   | Testacoda           | 15      |       |
| Ritirato | 15 | Gabriele Tarquini    | Fondmetal - Ford                | 30   | Cambio              | 20      |       |
| Ritirato | 3  | Olivier Grouillard   | Tyrrell - Ilmor                 | 26   | Motore              | 18      |       |
| Ritirato | 12 | Johnny Herbert       | Lotus - Ford                    | 18   | Motore              | 13      |       |
| Ritirato | 17 | Emanuele Naspetti    | March - Ilmor                   | 17   | Testacoda           | 24      |       |
| Ritirato | 27 | Jean Alesi           | Ferrari                         | 12   | Impianto carburante | 3       |       |
| Ritirato | 28 | Ivan Capelli         | Ferrari                         | 12   | Testacoda           | 7       |       |
| Ritirato | 24 | Gianni Morbidelli    | Minardi - Lamborghini           | 12   | Motore              | 12      |       |
| Ritirato | 29 | Bertrand Gachot      | Venturi Larrousse - Lamborghini | 11   | Motore              | 10      |       |
| Ritirato | 11 | Mika Häkkinen        | Lotus - Ford                    | 5    | Motore              | 11      |       |
| Ritirato | 10 | Aguri Suzuki         | Footwork - Mugen-Honda          | 2    | Sospensione         | 19      |       |
| Ritirato | 14 | Eric van de Poele    | Fondmetal - Ford                | 0    | Frizione            | 25      |       |
| NQ       | 23 | Christian Fittipaldi | Minardi - Lamborghini           |      |                     |         |       |
| NQ       | 32 | Stefano Modena       | Jordan - Yamaha                 |      |                     |         |       |

## Classifiche Mondiali

### Piloti
| Pos. | Pilota             | Punti |
| ---- | ------------------ | ----- |
| 1    | Nigel Mansell      | 98    |
| 2    | Michael Schumacher | 47    |
| 3    | Ayrton Senna       | 46    |
| 3    | Riccardo Patrese   | 46    |
| 5    | Gerhard Berger     | 27    |
| 5    | Martin Brundle     | 27    |
| 7    | Jean Alesi         | 13    |
| 8    | Mika Häkkinen      | 9     |
| 9    | Michele Alboreto   | 5     |
| 9    | Andrea De Cesaris  | 5     |
| 11   | Érik Comas         | 4     |
| 12   | Karl Wendlinger    | 3     |
| 12   | Ivan Capelli       | 3     |
| 14   | Johnny Herbert     | 2     |
| 14   | Pierluigi Martini  | 2     |
| 16   | Bertrand Gachot    | 1     |

### Costruttori
| Pos. | Team                            | Punti |
| ---- | ------------------------------- | ----- |
| 1    | Williams - Renault              | 144   |
| 2    | Benetton - Ford                 | 74    |
| 3    | McLaren - Honda                 | 73    |
| 4    | Ferrari                         | 16    |
| 5    | Lotus - Ford                    | 11    |
| 6    | Footwork - Mugen-Honda          | 5     |
| 6    | Tyrrell - Ilmor                 | 5     |
| 8    | Ligier - Renault                | 4     |
| 9    | March - Ilmor                   | 3     |
| 10   | Scuderia Italia - Ferrari       | 2     |
| 11   | Venturi Larrousse - Lamborghini | 1     |

## Fonti
- Teamdan.org, su silhouet.com. URL consultato il 24 giugno 2009.
- GpUpdate.com [collegamento interrotto], su f1.gpupdate.net. URL consultato il 24 giugno 2009.
- Grandprix.com. URL consultato il 24 giugno 2009.
- The Official Formula 1 Website, su formula1.com. URL consultato il 24 giugno 2009.